# Morgan Barron
Morgan Andrew Barron, född 2 december 1998, är en kanadensisk professionell ishockeyforward som är kontrakterad till Winnipeg Jets i NHL och spelar för Manitoba Moose i AHL.
Han har tidigare spelat på NHL-nivå för New York Rangers och på lägre nivåer för Hartford Wolf Pack i AHL, Cornell Big Red i National Collegiate Athletic Association (NCAA) och Sioux City Musketeers i United States Hockey League (USHL).
Barron draftades av New York Rangers i sjätte rundan i 2017 års draft som 174:e spelare totalt.

## Privatliv
Morgan Barron är äldre bror till Justin Barron, som tillhör Montreal Canadiens i NHL.

## Statistik
| 2011–2012   | Halifax Accel Hawks          | NSMBHL      | 35 | 5  | 11 | 16 | 6  | —  | — | —  | —  | — |
| 2012–2013   | Halifax Accel Hawks          | NSMBHL      | 31 | 21 | 19 | 40 | 10 | 2  | 1 | 1  | 2  | 2 |
| 2013–2014   | Newbridge Academy Gladiators | NSMMHL      | 32 | 13 | 6  | 19 | 6  | 17 | 5 | 5  | 10 | 2 |
| 2014–2015   | Newbridge Academy Gladiators | NSMMHL      | 34 | 17 | 25 | 42 | 14 | 16 | 8 | 16 | 24 | 8 |
| 2015–2016   | St. Andrew's College Saints  | CISAA       | 15 | 14 | 11 | 25 | 8  | 4  | 1 | 3  | 4  | 0 |
|             | St. Andrew's College Saints  |             | 58 | 40 | 32 | 72 | 22 | —  | — | —  | —  | — |
| 2016–2017   | St. Andrew's College Saints  | CISAA       | 11 | 6  | 4  | 10 | 7  | 4  | 4 | 3  | 7  | 0 |
|             | St. Andrew's College Saints  |             | 46 | 28 | 22 | 50 | 15 | —  | — | —  | —  | — |
|             | Sioux City Musketeers        | USHL        | 5  | 0  | 0  | 0  | 2  | —  | — | —  | —  | — |
| 2017–2018   | Cornell Big Red              | NCAA        | 33 | 5  | 13 | 18 | 31 | —  | — | —  | —  | — |
| 2018–2019   | Cornell Big Red              | NCAA        | 36 | 15 | 19 | 34 | 26 | —  | — | —  | —  | — |
| 2019–2020   | Cornell Big Red              | NCAA        | 29 | 14 | 18 | 32 | 24 | —  | — | —  | —  | — |
| 2020–2021   | New York Rangers             | NHL         | 1  | 0  | 0  | 0  | 0  | —  | — | —  | —  | — |
|             | Hartford Wolf Pack           | AHL         | 21 | 10 | 11 | 21 | 20 | —  | — | —  | —  | — |
| NHL totalt  | NHL totalt                   | NHL totalt  | 1  | 0  | 0  | 0  | 0  | —  | — | —  | —  | — |
| NCAA totalt | NCAA totalt                  | NCAA totalt | 98 | 34 | 50 | 84 | 81 | —  | — | —  | —  | — |